# (15624) Lamberton
(15624) Lamberton (2000 HB31) – planetoida z pasa głównego asteroid okrążająca Słońce w ciągu 3,66 lat w średniej odległości 2,38 j.a. Odkryta 28 kwietnia 2000 roku.